# Cội nguồn nhân gian
Cội nguồn nhân gian (tiếng Pháp: L'Origine du monde, n.đ. 'Cội nguồn Thế giới') là tác phẩm tranh sơn dầu năm 1866 của họa sĩ người Pháp, Gustave Courbet. Bức tranh phác họa cận cảnh vùng bụng và cơ quan sinh dục của một người phụ nữ khỏa thân đang nằm dang chân trên giường. Các bộ phận khác của cơ thể như đầu, cánh tay, ống chân đều nằm ngoài khung hình với hàm ý nhấn mạnh tính gợi dục của tác phẩm.
Tranh hiện đang được trưng bày tại bảo tàng Orsay, thành phố Paris, Pháp.

## Lịch sử

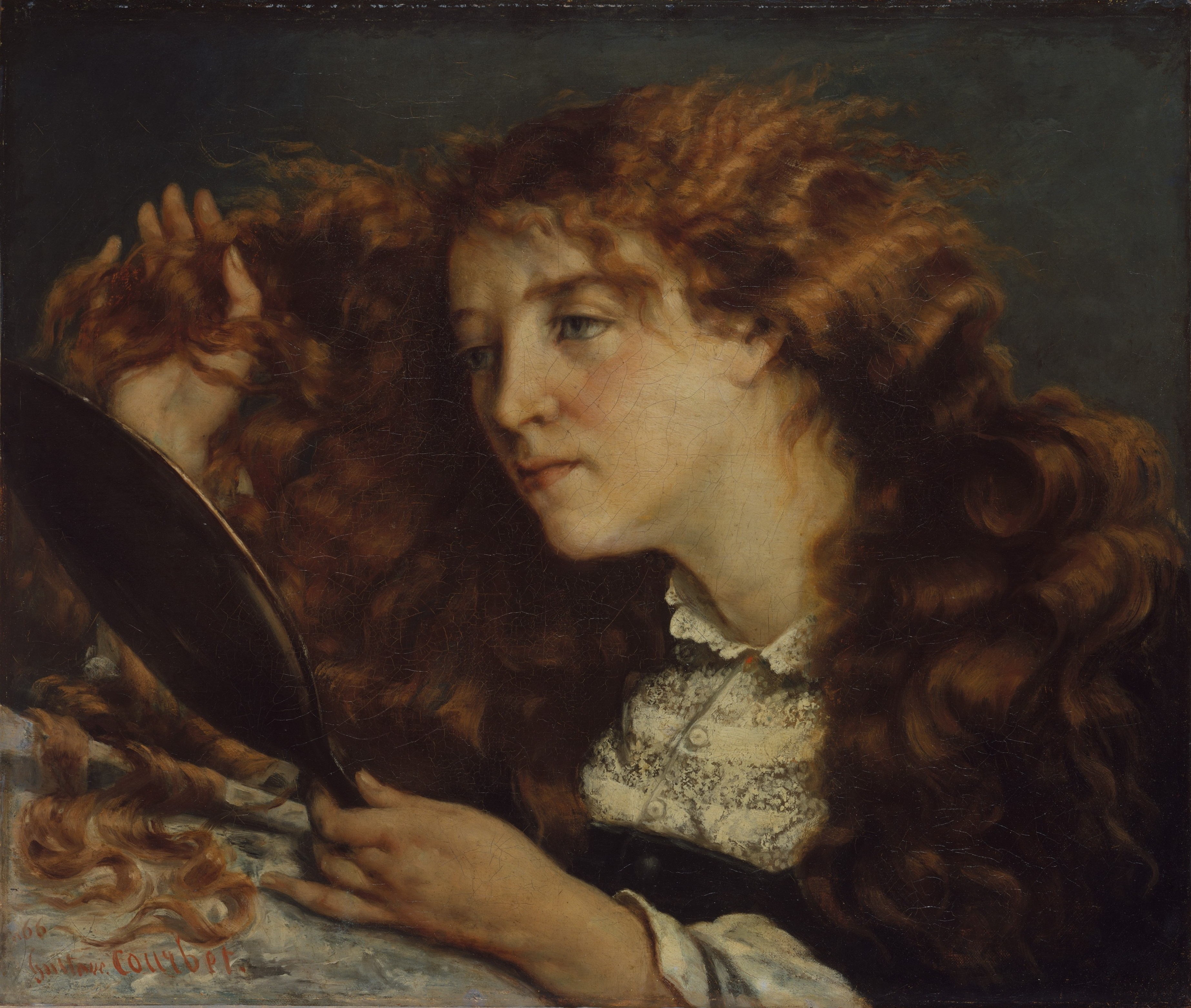
Joanna Hiffernan, người mẫu trong bức tranh La belle Irlandaise (Portrait of Jo) của Courbet, rất có thể cũng là người mẫu trong bức Cội nguồn nhân gian.

### Danh tính người mẫu
Nhiều giả thiết cho rằng, cô gái không mặt trong tranh chính là người mẫu yêu thích của Courbet lúc bấy giờ, Joanna Hiffernan (biệt danh Jo). Hiffernan được họa sĩ vẽ bốn bức chân dung, trong đó có La belle Irlandaise (Portrait of Jo, Chân dung Jo, năm 1866). Cô là bạn gái của họa sĩ James Whistler, bạn trong nghề của Courbet. Có thể cũng chính vì thế mà tình bạn giữa Courbet và Whistler đổ vỡ trầm trọng, khiến Whistler quay về Luân Đôn sau khi tác phẩm khỏa thân này ra đời. Dù rằng Hiffernan có mái tóc đỏ thuần khác với lông vùng kín tối màu của người mẫu trong tranh, nghi ngờ về việc chính cô làm mẫu vẫn tồn tại.

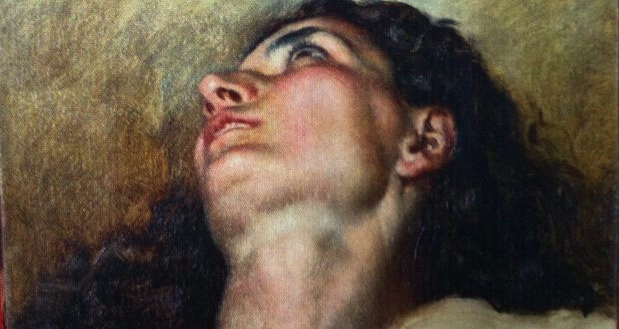
Bức tranh vẽ đầu nhiều khả năng là phần trên của bức Cội nguồn nhân gian

Symphony in White, No. 1: The White Girl của James Whistler, một tác phẩm khác vẽ Joanna Hiffernan

Tháng 2 năm 2013, tạp chí Paris Match đăng tin nhà nghiên cứu tranh của Courbet, ông Jean-Jacques Fernier đã xác định được một bức tranh vẽ đầu và vai của một phụ nữ trẻ có thể là phần phía trên của Cội nguồn nhân gian phiên bản đầy đủ. Fernier khẳng định, với kết quả sau hai năm nghiên cứu, bức tranh vẽ phần trên của người mẫu sẽ được thêm vào tuyển tập nghệ thuật của Courbet. Tuy nhiên, bảo tàng Orsay đã tuyên bố Cội nguồn nhân gian là một tác phẩm hoàn chỉnh, không phải một phần của một bức tranh nào khác.

### Sở hữu
Nhiều thông tin cho rằng bức tranh được Khalil Bey, một nhà ngoại giao, cựu đại sứ của Đế quốc Ottoman ở Athens và Sankt-Peterburg, mua lại khi ông vừa chuyển đến Paris. Nhà phê bình văn học Sainte-Beuve giới thiệu ông với Courbet, Bey ngỏ ý đặt mua một bức tranh để thêm vào bộ sưu tập tranh khiêu dâm cá nhân của mình, cùng với các bức Le Bain turc (Phòng tắm Thổ Nhĩ Kỳ, tác giả Ingres) và Le Sommeil (Những cô gái nằm ngủ, tác giả Courbet, người mẫu có thể cũng là Hiffernan) mà ông đã sở hữu trước đó.
Thời gian sau, Khalil Bey đổ hết tài sản vào bài bạc, bức tranh được sang tay từ bộ sưu tập cá nhân này sang bộ sưu tập khác. Năm 1868, tranh được thương nhân đồ cổ Antoine de la Narde mua lại từ buổi chào bán của Bey. Tiếp đến, Edmond de Goncourt sở hữu tranh từ một cửa hàng đồ cổ năm 1889. Theo Robert Fernier, người đã từng ra mắt hai tuyển tập nghệ thuật của Courbet và thành lập bảo tàng mang tên nhà họa sĩ, tới năm 1910, tranh lại được nhà sưu tập người Hungary, Ferenc Hatvany mua lại và mang về quê hương Budapest từ triển lãm Bernheim-Jeune. Đến cuối chiến tranh thế giới thứ hai, tranh bị Hồng quân Liên Xô cướp đi, sau đó được Hatvany chuộc lại và mang về Paris.
Năm 1955, tranh được bán đấu giá 1,5 triệu franc Pháp, tương đương 4285 đô la Mỹ đương thời. Chủ mới của tranh là nhà phân tâm học Jacques Lacan. Ông và vợ là diễn viên Sylvia Bataille đã mang tranh về treo tại nhà ngoại ô ở Guitrancourt. Lacan nhờ anh trai, hoa sĩ siêu thực André Masson, làm một khung tranh kép và vẽ thêm một bức tượng trưng lấy cảm hứng từ bức tranh gốc ở trên.
Công chúng New York có cơ hội được chiêm ngưỡng Cội nguồn nhân gian năm 1988 trong sự kiện triển lãm Courbet Reconsidered tại bảo tàng Brooklyn, tranh cũng có mặt trong triển lãm Gustave Courbet ở viện bảo tàng Mỹ thuật Metropolitan năm 2008. Sau khi Lacan qua đời năm 1981, Bộ trưởng bộ Kinh tế và Tài chính Pháp chấp thuận đơn thuế di sản của tác phẩm (estate tax) cho bảo tàng Orsay, đơn được thông qua năm 1995.

### Nghệ thuật khỏa thân và gợi dục
Trong thế kỷ XIX, trào lưu trưng bày nghệ thuật khỏa thân đã tạo ra một cuộc cách mạng về văn hoá xã hội mà những thành viên chính là Courbet và Manet. Courbet phản đối yếu tố khỏa thân một cách khuôn mẫu và lý tưởng hóa trong hội họa kinh viện (academic paiting), nhưng đồng thời cũng lên án những quy ước xã hội giả dối của Đệ Nhị Đế chế Pháp khi chấp nhận văn hóa phẩm khiêu dâm và gợi dục trong các tác phẩm nghệ thuật thần thoại và mộng học.
Courbet khẳng định ông không bao giờ giả dối khi làm nghệ thuật, phong cách chủ nghĩa hiện thực của ông đẩy xa giới hạn của những thứ mà người ta có thể và dám phô bày ra được. Tác phẩm của ông còn mang nặng yếu tố gợi dục hơn cả bức Olympia của Manet.

### Ảnh hưởng

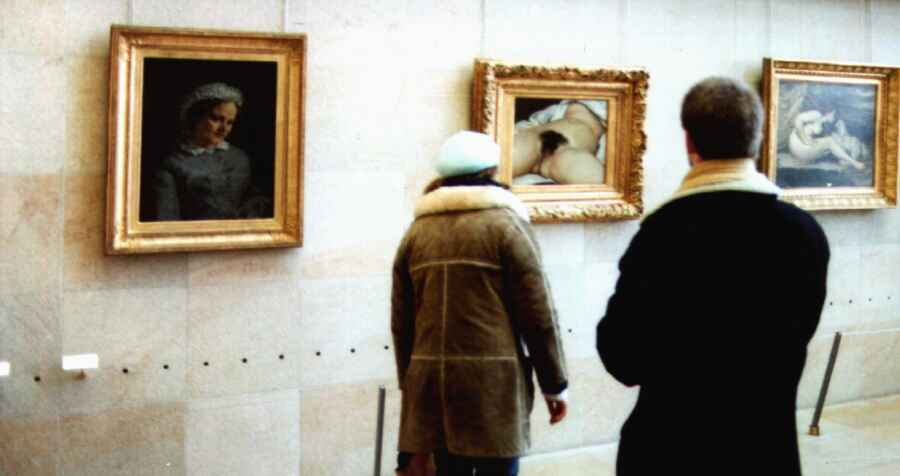
Cội nguồn nhân gian tại Bảo tàng Orsay

Năm 1989, nữ họa sĩ người Pháp, Orlan, vẽ phiên bản nam của bức tranh (dương bản) với tên gọi L'origine de la guerre (Cội nguồn chiến tranh), thể hiện cận cảnh dương vật cương cứng của người đàn ông.
Tháng 2 năm 1994, bìa sách Adorations perpétuelles của Jacques Henric in hình bức tranh Cội nguồn nhân gian, cảnh sát đã ghé thăm một vài hiệu sách và gỡ bỏ bìa sách trưng bày ở khung cửa sổ. Tuy vậy, một vài cửa hàng vẫn giữ lại sách.
Ngày 23 tháng 2 năm 2009, một trường hợp tương tự cũng xảy ra ở Braga, Bồ Đào Nha, cảnh sát đã phải tịch thu cuốn Pornocratie của Catherine Breillat. Nhiều động thái đã được thực hiện để kiểm duyệt và đảm bảo môi trường công cộng văn minh. Mặt khác, tựa đề của cuốn sách cũng chứa từ "porn" (khiêu dâm) trong đó.
Năm 2002, nghệ sĩ người Mỹ Jack Daws thực hiện bộ ảnh lấy cảm hứng từ bức tranh, lấy tên Origins of the World (Cội nguồn của thế gian). Album là loạt ảnh chụp âm hộ lấy ra từ các tạp chí khiêu dâm.
Tháng 2 năm 2011, Facebook kiểm duyệt bức tranh sau khi được họa sĩ Frode Steinicke đăng tải lên để làm rõ quan điểm của anh về một chương trình TV chiếu trên DR2. Đáp lại, nhiều người dùng mạng xã hội này đồng loạt đổi ảnh đại diện thành tranh của Courbet. Facebook cuối cùng phải mở khóa tài khoản của Steinicke nhưng xóa đi bức tranh. Sau sự việc này, Facebook tiếp tục xóa đi những trang thông tin khác liên quan đến tranh.
Tiếp tục vào tháng 10 cùng năm, Facebook bị một người dùng Pháp tố cáo khóa tài khoản không lí do khi người này đăng ảnh bức tranh lên trang cá nhân. Bức ảnh có đi kèm địa chỉ liên kết đến một chương trình TV nói về lịch sử của bức tranh. Không nhận được thư phản hồi lí do khóa từ Facebook, người này quyết định kiện trang mạng vì "xâm phạm quyền tự do thể hiện". Tháng 2 năm 2016, tòa án Paris tuyên bố Facebook có thể bị kiện ở Pháp.
Với nhiều nhận xét trái chiều khi thể hiện yếu tố khiêu dâm quá rõ rệt, tác phẩm gây xôn xao lớn khi được chuyển về bảo tàng Orsay. Theo doanh số bưu thiếp, đây là bức tranh nổi bật thứ hai của bảo tàng này, chỉ xếp sau Bal du moulin de la Galette của Renoir.
Bức tranh cũng là nguồn cảm hứng cho Catherine Breillat trong phim điện ảnh Anatomie de l'enfer (Anatomy of Hell) năm 2004 của cô.
Họa sĩ người Anh, Anish Kapoor tạo một mô hình trưng bày có tên Origine du monde, lấy cảm hứng từ tranh của Courbet. Tác phẩm nằm trong bảo tàng Nghệ thuật đương đại thế kỷ XXI ở Kanazawa, Nhật Bản.
Họa sĩ người Thổ Nhĩ Kỳ gốc Đức, Taner Ceylan đã sáng tác một bức tranh tên 1879 (From the Lost Paintings Series) (2011), phác họa một người đàn bà quý tộc dưới thời Ottoman đang đứng ngắm Cội nguồn nhân gian.

## Phim ảnh
- Jean Paul Fargier, L'Origine du monde, năm 1996, 26 phút[22]